# Tiye
Tiye, alternativ stavning Teje, var en egyptisk drottning (stor kunglig hustru) som levde under 1300-talet f.Kr. Hon var gift med farao Amenhotep III. 

## Biografi
Tiye var dotter till Juja och Tuja, en hög officer respektive prästinna, och äktenskapet med kungen offentliggjordes på ett antal skarabéer. 
Tiye var en mycket inflytelserik drottning som styrde det forntida Egypten först tillsammans med sin make, och därefter med sin son Akhenaton. Ett känt konstföremål upptäckt i Serabit el-Khadim är troligen ett naturtroget porträtt av henne. 

## Gravplats
Tiye blev möjligen begravd i grav KV55 i Konungarnas dal, men hennes mumie flyttades i sådana fall senare till grav KV35.
Grav KV35 hittades 1898 och gjordes för farao Amenhotep II. Åtskilliga kungliga mumier fanns gömda i denna grav, bland annat två kvinnor, en kallad "den yngre damen" och en "den äldre damen". Den yngre är Tutankhamons mor, och den äldre är identifierad som drottning Tiye. I Tutankhamons grav fann man 1922 en miniatyrkista med Tiyes namn och en lock hår inuti. DNA-test på en tand från mumien i KV35 överensstämmer helt med DNA från hårlocken.